# وئر، منچه
وئر، منچه (به فرانسوی: Ver, Manche) یک کمون در فرانسه است که در Canton of Gavray واقع شده‌است.

## خصوصیات
وئر ۱۳٫۲۷ کیلومترمربع مساحت و ۳۵۶ نفر جمعیت دارد و ۵۰ متر بالاتر از سطح دریا واقع شده‌است.